# Carlos Prats González
Carlos Prats González (Talcahuano, 2 de febrer de 1915 - Buenos Aires, 30 de setembre de 1974) militar xilè. Comandant en Cap de l'Exèrcit de Xile, càrrec que va assumir després de l'atemptat que va costar la vida al seu antecessor i amic, el General René Schneider. Fou nomenat Comandant en Cap pel President Eduardo Frei Montalva i ratificat en el càrrec per Salvador Allende, del qual va formar part del seu govern com a Ministre de l'Interior, Ministre de Defensa i Vicepresident de la República. Fou assassinat juntament amb la seva esposa, Sofía Cuthbert, per la DINA, en el marc de l'Operació Còndor.

## Biografia
Fill de Carlos Prats Risopatrón (d'origen català) i Hilda González Suárez, va ser el més gran de quatre germans. Amb 16 anys ingressa a l'Exèrcit, arribant a convertir-se en el millor alumne de la seva promoció a l'Escola Militar, distinció lliurada pel president Arturo Alessandri Palma.
Es va casar amb Sofia Ester Cuthbert Chiarleoni el 19 de gener de 1944. Del seu matrimoni van néixer tres filles: Sofia Ester, que ha estat ambaixadora de Xile a Grècia, María Angélica i Hilda Cecilia.
El 1947 va complir el curs regular per a oficials per a l'Estat Major a l'Acadèmia de Guerra, ocupant el primer lloc de la seva promoció. Va realitzar el Curs d'Estat Major el 1954 a l'Exèrcit dels Estats Units. Fou enviat com a agregat militar a l'Argentina (1964-1966). Va realitzar un mestratge en Ciències Polítiques, amb menció en Relacions Internacionals de la Pontifícia Universitat Catòlica de Xile, i en Ciències Militars, amb menció en Planificació i Gestió Estratègica. Doctor en Ciències Polítiques i Sociologia, amb menció en Relacions Internacionals per la Universitat Complutense de Madrid. Va escriure diversos treballs relacionats amb temes estratègics, matèries de simulació computacional, i sistema de comandament i control, que van ser publicats en revistes especialitzades nacionals i estrangeres.

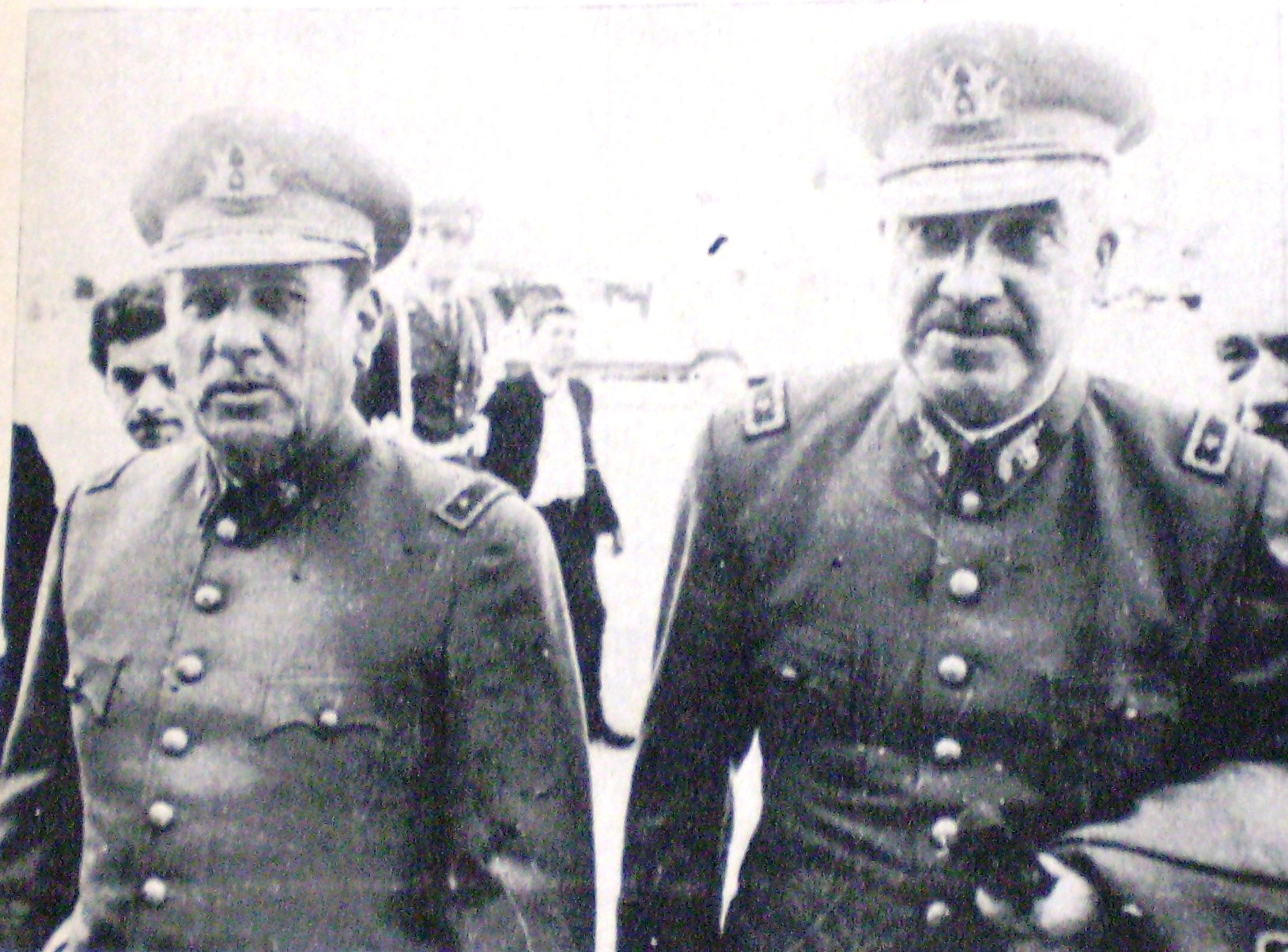
Carlos Prats i René Schneider.

Ascendit a general de Brigada el 1968, passa a general de Divisió producte del Tacnazo. El seu amic de tota la vida René Schneider, puja pel mateix incident a comandant en cap de l'Exèrcit. A més de ser militars, aquests dos amics tenen moltes coses en comú, com, per exemple, l'afició a la pintura, a la lectura, els dos són homes de família, són catòlics i es consideraven a si mateixos apolítics. Tots dos creien que les armes que el poble li lliura a l'Exèrcit per defensar la sobirania nacional no podien ser utilitzades per canviar la voluntat popular expressada a les urnes.
Per aquests mateixos motius Prats va patir un cop devastador en assabentar-se de l'atemptat contra Schneider, el 22 d'octubre de 1970, com a resultat d'una acció per impedir l'elecció de Salvador Allende al Congrés Ple. Agonitzant durant tres dies, Schneider va morir tres dies després, i el va succeir en el càrrec.

## Comandant en Cap de l'Exèrcit de Xile
Salvador Allende, ratificat pel Congrés, assumeix la Presidència i confirma a Prats al comandament de l'Exèrcit el 6 de novembre de 1970. Prats manté, com el seu difunt amic Schneider, el seu compromís amb la institucionalitat de les forces armades. Aquestes devien obediència estricta a la Constitució i les lleis. L'Exèrcit li va donar suport al principi, no tenia grans resistències a Allende i l'assassinat de Schneider el va impactar. Però aquesta situació canvià quan es va aguditzar la polarització de la societat xilena.
Prats va aconseguir fer respectar la independència de la institució, en aconseguir que Allende desistís de cridar a retirar-se als militars que eren persones no grates per a la Unidad Popular. Va aconseguir també el compliment d'acords professionals signats per Eduardo Frei, com l'augment d'equips bèl·lics.
Però la relació professional entre el President Allende i Prats es va tornar en una relació d'amistat:
"...Vaig aprendre a apreciar-lo com a ésser humà, de gran confiança en si mateix, fins a orgullós si es vol, sensible a les franqueges de l'interlocutor, sorneguer enfront dels assentits i sens acopi d'odis, ni cap als seus més grans enemics polítics... la seva vitalitat de treball era extraordinària, i sabia alternar amb filosofia els llargs moments tibants i amargs amb el breu plaer mundà de la xerrada insubstancial...", així es referia Prats sobre el President Allende.
Prats va ser impulsor de la reforma que modifica l'article 22 de la Constitució Política de la República vigent en aquest moment, establint-se que les Forces Armades són "professionals, disciplinades, jerarquitzades, obedients i no deliberants" (Llei N°17.398, de 9 de gener de 1971).
Però a Xile els conflictes s'aguditzen, el pla de govern de la Unitat Popular divideix als xilens. A l'octubre de 1972, es produeix un atur general de camioners, que serà conegut com «l'atur d'octubre». Després de diversos esforços, que resulten inútils per aturar-ho, Allende crida a les forces armades a integrar el gabinet de pau social el 2 de novembre de 1972. Prats, com a Comandant en Cap de l'Exèrcit, assumeix el Ministeri de l'Interior, el Contraalmirall Ismael Horta el d'Obres Públiques, i el General de Brigada Claudio Sepúlveda el de Mineria. Es pot dir que va complir bé amb l'objectiu immediat, la fi de l'atur i el descens de la violència. Però aquesta no desapareixeria, i cada dia que passava tornava a prendre els seus ímpetus anteriors.
Durant una gira del President Allende a l'exterior, el general Prats assumeix la Vicepresidència del país el 29 de novembre de 1972. En aquest càrrec es realitza una celebració a Pablo Neruda per l'obtenció del Premi Nobel de Literatura.
Prats i els ministres militars formen part del gabinet fins a març de 1973, per garantir la realització d'eleccions parlamentàries en la forma que la Constitució establia. El 27 de març, es duu a terme el canvi de gabinet on els ministres militars tornen a les seves funcions professionals.

## El "Tanquetazo"

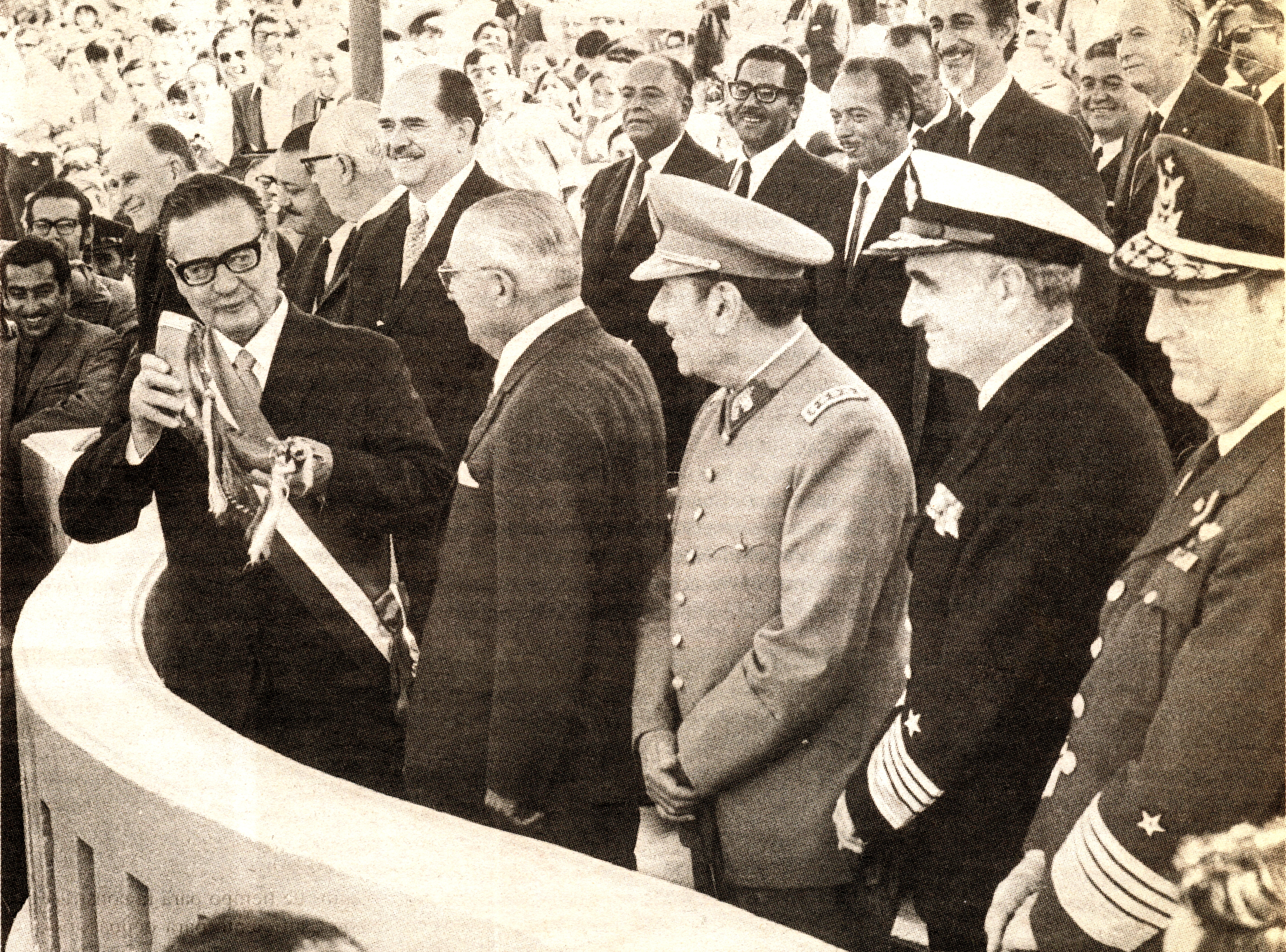
Salvador Allende juntament amb Carlos Prats i d'altres comandants en cap de les Forces Armades de Xile durant la Parada Militar.

El 29 de juny de 1973, el Regiment Blindat Nº 2 de Santiago, a càrrec del tinent coronel de l'Exèrcit Roberto Souper Onfrey, va produir un intent colpista. Aquest intent va ser conegut com el "tanquetazo".
La revolta va ser sufocada amb èxit pel mateix general Prats, al costat de forces lleials al govern.

## Prats renuncia

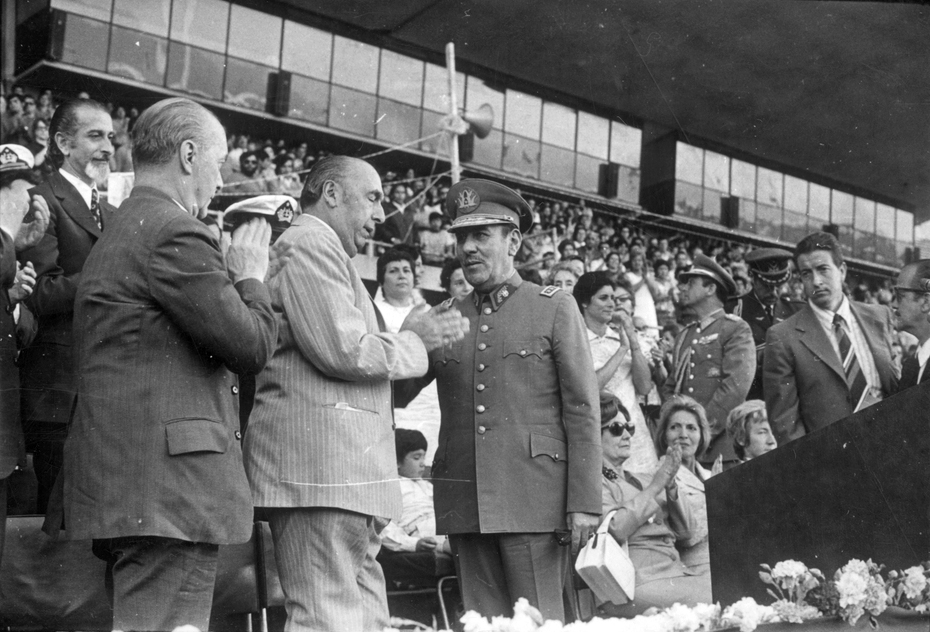
Carlos Prats com a vicepresident de Xile, saluda a Pablo Neruda durant un homenatge al poeta realitzat a l'Estadi Nacional (1972).

Allende crida novament als uniformats a integrar el gabinet, el que denomina de «Seguretat Nacional». El general Prats assumeix el Ministeri de Defensa el 9 d'agost de 1973. Els militars es molesten que Prats torni a integrar un gabinet.
Malalt per una grip, el 21 d'agost el general es trobava descansant al seu domicili, quan una manifestació d'esposes de generals es va concentrar enfront d'aquest, a la qual se sumen oficials de civil i un uniformat a protestar contra ell i la seva actuació enfront del govern. Arriben a donar suport al President Allende, els seus ministres i Augusto Pinochet (considerat el segon de Prats). Arran d'aquest fet, Prats sol·licita als seus generals que confirmin públicament la seva lleialtat cap a la seva figura, però la majoria dels quals es neguen a fer-ho. Donada aquesta situació, resol renunciar a la comandància en cap i al seu càrrec de Ministre de Defensa el 23 d'agost de 1973.
A la seva carta de renúncia assenyala "...En apreciar, en aquests últims dies que els qui em denigraven havien aconseguit pertorbar el criteri d'un sector de l'oficialitat de l'Exèrcit, he estimat un deure de soldat de sòlids principis no constituir-me en factor que enfonsi la disciplina institucional i de dislocació de l'Estat de Dret, ni servir de pretext als qui busquen el derrocament del Govern institucional".
Recomana al President Allende a Augusto Pinochet Ugarte per succeir-ho en el càrrec, atès que tenia una llarga fulla de vida com a soldat professional i apolític. Mario Sepúlveda i Guillermo Pickering, altres generals lleials a Prats, renuncien també en gest de solidaritat.
Augusto Pinochet, traint el jurament que havia fet unes setmanes abans, es va sumar al cop d'estat realitzat l'11 de setembre, durant el qual Salvador Allende va ser derrocat i se suïcida al Palau de la Moneda, defensant, fins a l'últim moment, la legalitat constitucional.
Prats abandona el país rumb a l'Argentina la matinada del 15 de setembre de 1973, ja que va ser advertit que grups descontrolats el buscaven per assassinar-lo. Les últimes paraules escrites a Xile són dirigides en una carta a Pinochet, en la qual senyala:
"El futur dirà qui va estar equivocat. Si el que vostès van fer de dur realment el benestar general del país i del poble, sentiré que s'imposa una veritable justícia social, i m'alegraré d'haver-me equivocat jo, a buscar amb tant d'afany una sortida política que evités el cop."

## Assassinat

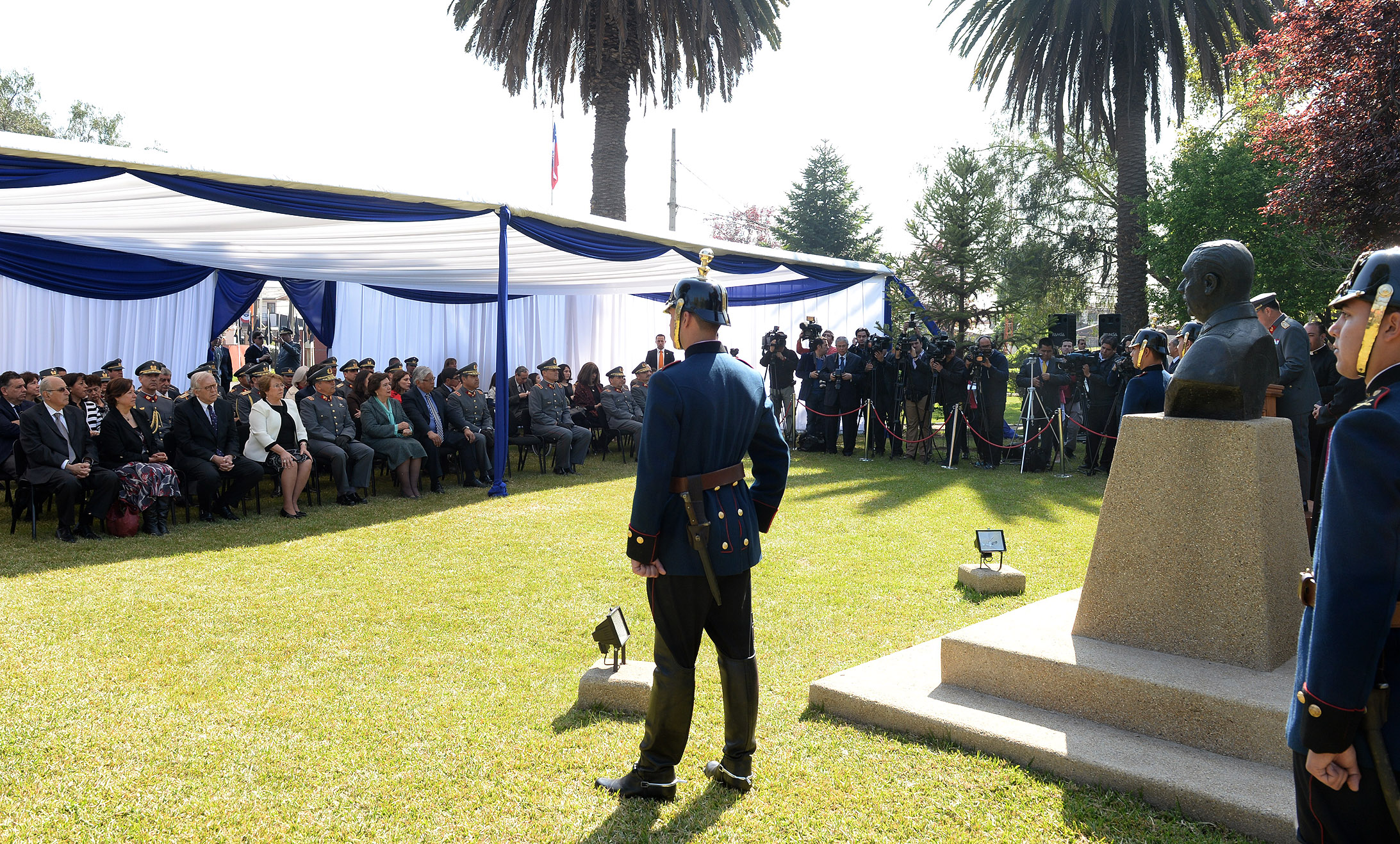
La Presidenta Michelle Bachelet en un acte d'homenatge al ex Comandant en Cap de l'Exèrcit i la seva esposa pel 40 aniversari del seu assassinat.

Prats arriba a l'Argentina com a hoste de l'Exèrcit Argentí, sota l'ordre del President de l'Argentina Juan Domingo Perón. Allà Prats va treballar com a Gerent de Relacions Públiques de l'empresa Cincotta situada al barri de Palermo. El dissabte 28 de setembre de 1974, el ciutadà nord-americà Michael Townley, agent de la DINA, es va introduir al garatge del general Prats i va col·locar un aparell explosiu sota la caixa de velocitats de l'automòbil de Prats, un Fiat model 125. El dia 30, a les 00.50 hores, en tornar Carlos Prats i la seva esposa Sofia Cuthbert a la seva casa al carrer Malabia 3305, Townley fa detonar l'explosiu per mitjà d'un control remot, provocant-los la mort instantània.
A Xile, la Junta Militar, a través del secretari general de govern, coronel Pedro Ewing Hodar, atribueix el "brutal acte de violència" al "clima de terror que crea internacionalment l'extremisme". Va dir també que el fet justificava les mesures "de seguretat i ordre" que adoptava el govern per a tranquil·litat dels xilens.
Carlos Prats i la seva esposa foren enterrats al Cementiri General de Santiago.